# ねこのひたいであそぶ
『ねこのひたいであそぶ』は、なんにゃかによる日本の4コマ漫画作品。『まんがタイムきららキャラット』（芳文社）誌上で2010年4月号より2011年11月号にかけて連載された。

## 概要
苗、実紀、綾音、羊子の仲良し女子中学生4人は遊ぶのが大好き！夏は山や川辺、秋は落ち葉の中、雨の日や星の降る夜だって町内を夢中で駆け回る。
そこにはまだ見たこともない発見がいっぱい！
そんな彼女達を描いた作品。

## 登場人物
誕生日は2の累乗がモチーフである。
苗（なえ）
1月6日生まれ。科学が大好き、ちょっと理系な女子中学生。頭にいつもゴーグルをつけている。いつも真面目で一生懸命。ひらめきが冴える。ですます調で話す。
ジュールという名の猫を飼っている。部屋には望遠鏡がある。将来の夢は科学者になること。
実紀（みのり）
6月4日生まれ。元気いっぱいで、スポーツが大好きな女子中学生。スポーツの成績とノリだけは良い。
幹広という名の弟がいる。
綾音（あやね）
5月12日生まれ。読書が大好きな女子中学生。髪を三つ編みにしている。また眼鏡をかけている。
いつもいろいろな本を読んでおり、知識は豊富。
緑という名の妹がいる。
羊子（ようこ）
3月2日生まれ。写真撮影を趣味としている女子中学生。目が半開きになっていることが多い。
マイペースであり、ポーカーフェイス。また、恥ずかしがり屋でもある。
よしの
委員長。生徒会長になりたいと思っている。
ややツンとしているが、根は優しくて良い人である。
花咲先生（はなさきせんせい）
理科教師。料理が上手。いつも優しいが怒ると少し怖い。
種山先生（たねやませんせい）
体育教師。何かと失敗するが、立ち直りが早い。

## 単行本
- 芳文社より、「まんがタイムKRコミックス」として刊行されている [3]。
  - 1.VOLUME1（2011年4月27日発売[4] 2011年5月12日初版発行）ISBN 978-4-8322-4025-4[5]